# Saint-Romain-de-Surieu
Saint-Romain-de-Surieu is een gemeente in het Franse departement Isère (regio Auvergne-Rhône-Alpes) en telt 246 inwoners (1999). De plaats maakt deel uit van het arrondissement Vienne.

## Geografie
De oppervlakte van Saint-Romain-de-Surieu bedraagt 4,7 km², de bevolkingsdichtheid is 52,3 inwoners per km².
De onderstaande kaart toont de ligging van Saint-Romain-de-Surieu met de belangrijkste infrastructuur en aangrenzende gemeenten.

## Demografie
Onderstaande figuur toont het verloop van het inwonertal (bron: INSEE-tellingen).